# Fraser-Fort George
Fraser-Fort George – dystrykt regionalny w kanadyjskiej prowincji Kolumbia Brytyjska. Siedziba władz znajduje się w Prince George.
Fraser-Fort George ma 91 879 mieszkańców. Język angielski jest językiem ojczystym dla 89,7%, niemiecki dla 1,6%, francuski dla 1,6%, pendżabski dla 1,5% mieszkańców (2011).